# Roberto Guizasola
Roberto Carlos Guizasola La Rosa (Lima, 21 agosto 1984) è un ex calciatore peruviano, di ruolo difensore.

## Statistiche

### Cronologia presenze e reti in Nazionale
| Cronologia completa delle presenze e delle reti in nazionale ― Perù | Cronologia completa delle presenze e delle reti in nazionale ― Perù | Cronologia completa delle presenze e delle reti in nazionale ― Perù | Cronologia completa delle presenze e delle reti in nazionale ― Perù | Cronologia completa delle presenze e delle reti in nazionale ― Perù | Cronologia completa delle presenze e delle reti in nazionale ― Perù | Cronologia completa delle presenze e delle reti in nazionale ― Perù | Cronologia completa delle presenze e delle reti in nazionale ― Perù |
| Data                                                                | Città                                                               | In casa                                                             | Risultato                                                           | Ospiti                                                              | Competizione                                                        | Reti                                                                | Note                                                                |
| ------------------------------------------------------------------- | ------------------------------------------------------------------- | ------------------------------------------------------------------- | ------------------------------------------------------------------- | ------------------------------------------------------------------- | ------------------------------------------------------------------- | ------------------------------------------------------------------- | ------------------------------------------------------------------- |
| 4-9-2010                                                            | Toronto                                                             | Canada                                                              | 0 – 2                                                               | Perù                                                                | Amichevole                                                          | -                                                                   |                                                                     |
| 8-9-2010                                                            | Fort Lauderdale                                                     | Giamaica                                                            | 1 – 2                                                               | Perù                                                                | Amichevole                                                          | -                                                                   | 46’                                                                 |
| 9-10-2010                                                           | Lima\|Lima (Perù)\|Lima                                             | Perù                                                                | 2 – 0                                                               | Costa Rica                                                          | Amichevole                                                          | -                                                                   | 58’                                                                 |
| 18-11-2010                                                          | Bogotà                                                              | Colombia                                                            | 1 – 1                                                               | Perù                                                                | Amichevole                                                          | -                                                                   |                                                                     |
| 3-9-2011                                                            | Lima\|Lima (Perù)\|Lima                                             | Perù                                                                | 2 – 2                                                               | Bolivia                                                             | Amichevole                                                          | -                                                                   | 46’                                                                 |
| 8-10-2011                                                           | Lima\|Lima (Perù)\|Lima                                             | Perù                                                                | 2 – 0                                                               | Paraguay                                                            | Qual. Mondiali 2014                                                 | -                                                                   |                                                                     |
| 12-10-2011                                                          | Santiago del Cile                                                   | Cile                                                                | 4 – 2                                                               | Perù                                                                | Qual. Mondiali 2014                                                 | -                                                                   | 46’                                                                 |
| 29-2-2012                                                           | Tunisi                                                              | Tunisia                                                             | 1 – 1                                                               | Perù                                                                | Amichevole                                                          | -                                                                   | 46’                                                                 |
| 8-9-2012                                                            | Lima\|Lima (Perù)\|Lima                                             | Perù                                                                | 2 – 1                                                               | Venezuela                                                           | Qual. Mondiali 2014                                                 | -                                                                   | 73’                                                                 |
| 6-2-2013                                                            | Couva                                                               | Trinidad e Tobago                                                   | 0 – 2                                                               | Perù                                                                | Amichevole                                                          | -                                                                   | 46’                                                                 |
| Totale                                                              |                                                                     | Presenze                                                            | 10                                                                  |                                                                     | Reti                                                                | 0                                                                   |                                                                     |